# 北海道道597号十弗浦幌線

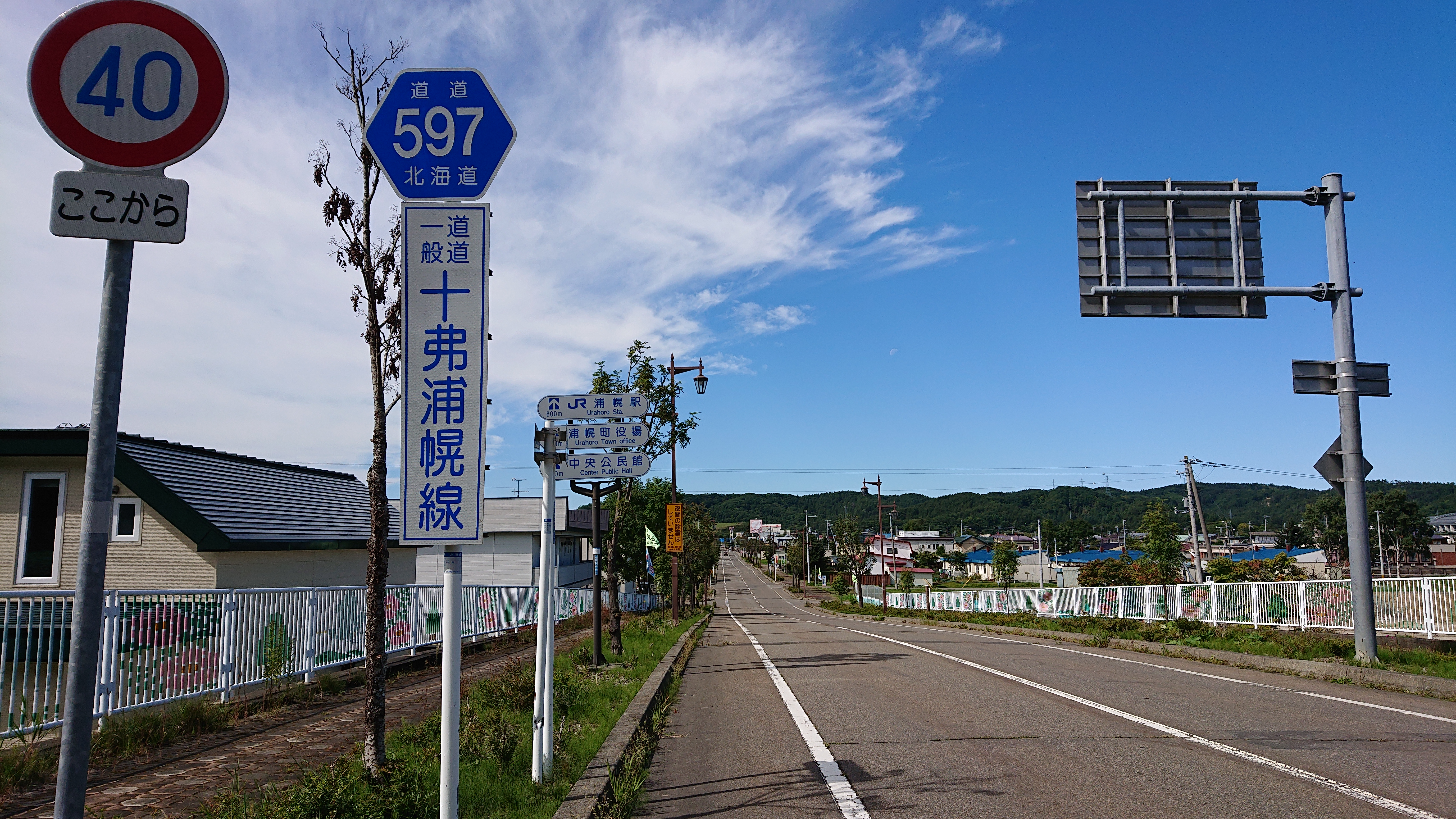
北海道道597号十弗浦幌線

北海道道597号十弗浦幌線（ほっかいどうどう597ごう とおふつうらほろせん）は、北海道中川郡豊頃町と十勝郡浦幌町を結ぶ一般道道である。

## 概要

### 路線データ
- 起点：北海道中川郡豊頃町十弗宝町（北海道道73号帯広浦幌線交点）
- 終点：北海道十勝郡浦幌町東山町（国道38号交点）
- 総距離：22.8 km

## 歴史
- 1967年（昭和42年）3月31日 - 路線認定[1]。

## 地理

### 通過する自治体
- 十勝総合振興局
  - 中川郡豊頃町
  - 十勝郡浦幌町

### 主な接続道路
豊頃町
- 北海道道73号帯広浦幌線 - 十弗宝町（起点）

浦幌町
- 北海道道1146号瀬多来吉野線 - 幾千世、稲穂（重複）
- 北海道道56号本別浦幌線 - 住吉町 - 幸町（重複）
- 北海道道413号浦幌停車場線 - 幸町
- 国道38号 - 東山町（終点）